# Ейтутіс Георгій Дмитрович

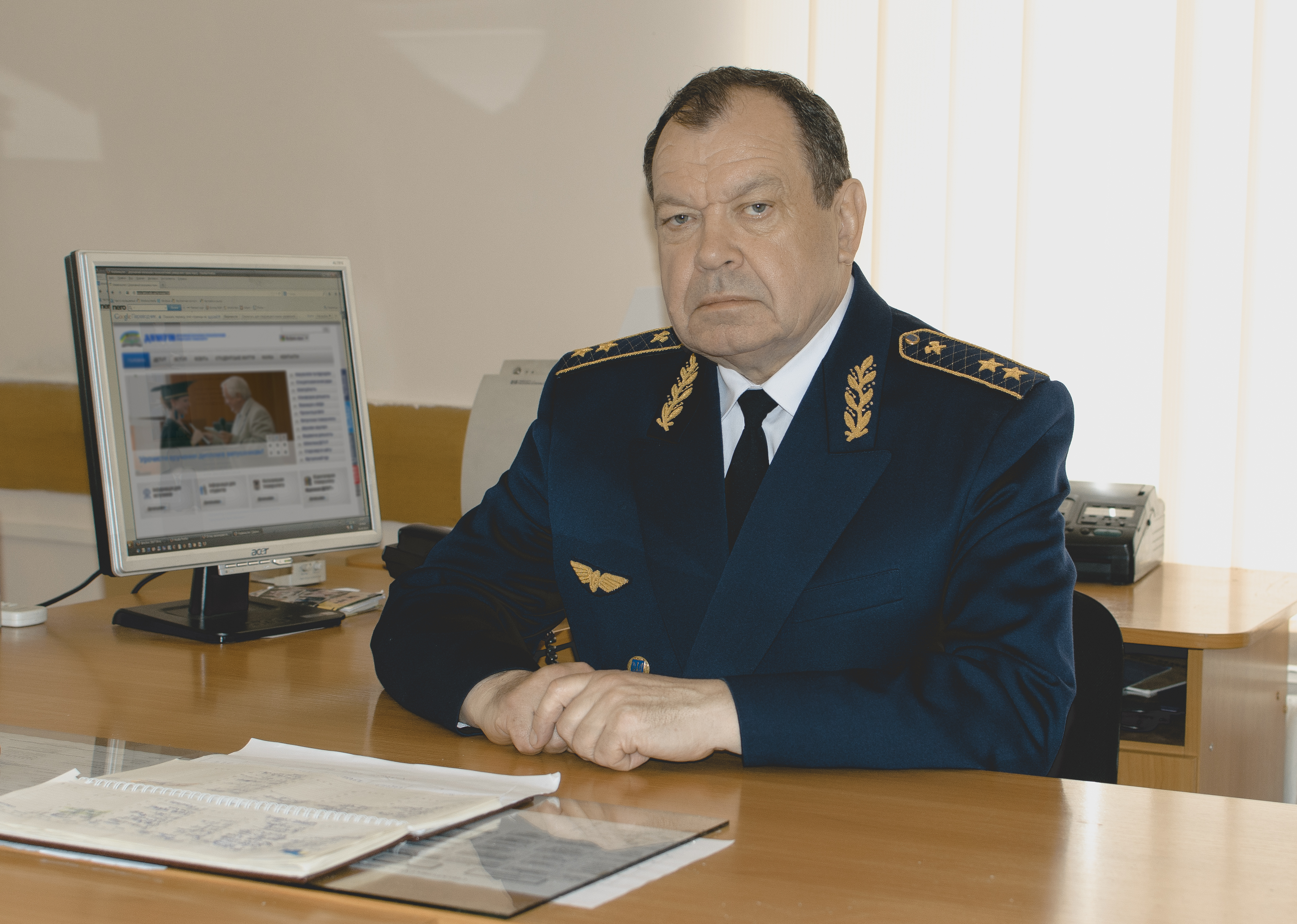
Ейтутіс Георгій Дмитрович

Гео́ргій Дми́трович Ейту́тіс (нар. 4 травня 1949, станція Злотий (Злоць) Одесько-Кишинівської залізниці у родині залізничників) — український науковець та підприємець у галузі залізничного транспорту. Доктор економічних наук, професор. Заслужений працівник транспорту України, почесний працівник транспорту України, почесний залізничник. Автор більш 120 наукових праць, в тому числі 6 підручників і навчальних посібників  та 9 монографій.
Помер Георгій Дмитрович 31 жовтня 2021 року у місті Києві.

## Життєпис
Освіта: Дніпропетровський інститут інженерів залізничного транспорту -1973 р., Харківський інститут залізничного транспорту – 1988 р., аспірантура Всесоюзного науково-дослідного інституту залізничного транспорту (м. Москва) – 1992 р., Інститут економічного розвитку при Світовому банку (м. Вашингтон) – 1994 р.
Трудовий шлях: від слюсаря по ремонту тепловозів до директора Київського електровагоноремонтного заводу, заступника начальника Південно-Західної залізниці, головного економіста Укрзалізниці, начальника департаменту економічної політики, прогнозування та інвестицій Міністерства транспорту України.  
Громадська діяльність: обирався депутатом Київської міської ради народних депутатів (1990-1994 рр.), депутатом Солом’янської районної ради в м. Києві

## Нагороди та відзнаки
- Знак «Відмінник залізничного транспорту» – 1975 р.
- Медаль «В память 1500-летия Києва» – 1985 р.
- Знак «Учаснику ліквідації аварії на Чорнобильській АЕС – 1986 р.
- Знак « Почесному залізничнику» - 1987, 2010 рр.
- Почесне звання «Заслужений працівник транспорту України» –1998 р.
- Подяка Голови Київської міської державної адміністрації – 1999 р.
- Наручний годинник від міського голови м. Київ Омельченко О.О. - 1999 р.
- Подяка Президента України – 1999 р.
- Наручний годинник від Президента УСПП Кінаха А.К.-1999 р.
- Почесна грамота Кабінету Міністрів України – 1999, 2009 рр.
- Подяка Міністерства транспорту України – 1999, 2010 рр.
- Подяка Державної адміністрації залізничного транспорту України ( 1999, 2009 рр.)
- Наручний годинник від Начальника Південно-Західної залізниці Кривопішина О.М.-1999 р.
- Наручний годинник від голови Солом’янської державної адміністрації  у м. Київ Сидорова І.П.-1999р.
- Почесний знак «До 140-річчя Південно-Західної залізниці», 2010 р.
- Медаль « За заслуги» ІІІ ступеню воїнів- інтернаціоналістів – 2000 р.
- Почесна грамота Спілки воїнів- інтернаціоналістів - 2012 р.
- Наручний годинник від Спілки воїнів-інтернаціоналістів - 2014 р.
- Орден  Рівноапостольного князя Володимира: ІІІ ступеню – 2005р., ІІ ступеню – 2012 р.
- Знак  «Залізнична слава»:  ІІІ ступеня – 2007 р., ІІ ступеня – 2011 р., І ступеня – 2013 р.
- Знак «За доблесну працю» – 2008 р.
- Знак «Почесний працівник транспорту» – 2009 р.
- Знак «За сприяння розвитку Південно-Західної залізниці» – 2019 р.

## Наукові праці та видання
- Ейтутіс Г.Д. Основи менеджменту на залізничному транспорті: навч. посіб. для студ. ВУЗів / А.В. Перепелюк, Г.Д. Ейтутіс. Дніпропетровськ: Січ, 1996. 101 с.
- Ейтутіс Г.Д. Основи маркетингу на залізничному транспорті: : навч. посіб. для студ. ВУЗів / А.В. Перепелюк, Г.Д. Ейтутіс. Дніпропетровськ: Континент, 1996. 182 с.
- Ейтутіс Г.Д. Основи психології спілкування на транспорті: навч. посіб. для студ. ВУЗів / А.В. Перепелюк, Г.Д. Ейтутіс. Дніпропетровськ: Континент, 1996. 182 с.
- Ейтутіс Г.Д. Нормування матеріальних ресурсів: словник-довідник / [Г.Д. Ейтутіс, В.Г. Сухоруков, Д.В. Зеркалов та ін.]. К.: Науковий світ, 2000. 90 с.
- Ейтутіс Г.Д. Столична магістраль в цифрах і фактах: [монографія] / О.М. Кривопішин, Г.Д. Ейтутіс. К.: Бізнескомфорт, 2006. 172.
- Ейтутіс Г.Д. Проблеми та основні напрямки реформування залізничного транспорту України: [монографія] / [Ю.М. Цветов, М.В. Макаренко, Г.Д. Ейтутіс та ін.]. К.: КУЕТТ, 2007. 222 с.
- Ейтутіс Г.Д. Динаміка розвитку залізниці: [монографія] / О.М. Кривопішин, М.В. Макаренко, Г.Д. Ейтутіс. К.: Бізнескомфорт, 2007. 117 с.
- Ейтутіс Г.Д. Теоретико-практичні основи реформування залізниць України: [монографія] / Г.Д. Ейтутіс. Ніжин: ТОВ «Видавництво Аспект-Поліграф», 2009. 240 с.
- Ейтутіс Г.Д. Історія та сьогодення Південно-Західної залізниці: [монографія] / Г.Д. Ейтутіс, П.Й. Москаленко, В.В. Задворнов, В.П, Лапін. Київ: Новаий друк, 2010. 320 с.
- Ейтутіс Г.Д. Господарська діяльність залізниці (історія сьогодення, перспектива розвитку): [монографія] / О.М. Кривопішин, Г.Д. Ейтутіс. Ніжин: ТОВ «Видавництво «Аспект-Поліграф», 2011. 248 с.
- Ейтутіс Г.Д. Економіка залізничного транспорту: [підручник] / Ю.Ф. Кулаєв, Ю.С. Бараш, Г.Д. Ейтутіс. Дніпропетровськ: ДНУЗТ, 2012. 480с.
- Ейтутіс Г.Д. Економіка залізниці: історія сьогодення, перспективи розвитку: [монографія] / Г.Д. Ейтутіс, О.М. Кривопішин. Ніжин: ТОВ «Видавництво «Аспект-Поліграф», 2014. 291 с.
- Ейтутіс Г.Д. Науково-прикладні основи реформування залізничного транспорту: [монографія] / Г.Д. Ейтутіс, О.М. Кривопішин, І.П. Федорко, В.М. Осовик та ін. Ніжин: ТОВ «Аспект-Поліграф», 2016. 380 с.
- Ейтутіс Г.Д. Маркетинг транспортних послуг: [підручник] / І.М.Аксьонов, Г.Д. Ейтутіс та ін. Ніжин: ТОВ «Видавництво «Аспект-Поліграф», 2018. 268 с.
- Ейтутіс Г.Д. Загальний курс дитячих залізниць: [підручник] / Р.С. Веприцький, Г.Д. Ейтутіс та ін. Ніжин: ТОВ «Видавництво «Аспект-Поліграф», 2019. 265 с.